# Liste der Wuppertaler Schulen
Die Liste der Wuppertaler Schulen listet alle Bildungseinrichtungen der ISCED-Level 1 bis 4, teilweise auch Level 5 (ohne 5a) im Wuppertaler Stadtgebiet auf.

## Schulen und Kollegs
| Name                                                                | Wohnquartier           |
| ------------------------------------------------------------------- | ---------------------- |
| Freie Schule Bergisch Land                                          | Laaken                 |
| Katholische Grundschule Alarichstraße                               | Sedansberg             |
| Gemeinschaftsgrundschule Am Dönberg                                 | Dönberg                |
| Katholische Grundschule Am Engelnberg                               | Ostersbaum             |
| Gemeinschaftsgrundschule Hütterbusch                                | Cronenberg-Mitte       |
| Gemeinschaftsgrundschule Am Mirker Bach                             | Ostersbaum             |
| Gemeinschaftsgrundschule Berg-Mark-Straße                           | Heidt                  |
| Gemeinschaftsgrundschule Birkenhöhe                                 | Eckbusch               |
| Gemeinschaftsgrundschule Cronenfelder Straße                        | Cronenfeld             |
| Evangelische Grundschule Dieckerhoffstraße                          | Langerfeld-Mitte       |
| Gemeinschaftsgrundschule Distelbeck                                 | Südstadt               |
| Gemeinschaftsgrundschule Donarstraße                                | Zoo                    |
| Gemeinschaftsgrundschule Echoer Straße                              | Blutfinke              |
| Gemeinschaftsgrundschule Eichenstraße                               | Rott                   |
| Gemeinschaftsgrundschule Elfenhang                                  | Höhe                   |
| Gemeinschaftsgrundschule Engelbert-Wüster-Weg                       | Ronsdorf-Mitte/Nord    |
| Gemeinschaftsgrundschule Ferdinand-Lassalle-Straße                  | Schenkstraße           |
| Gemeinschaftsgrundschule Friedhofstraße                             | Wichlinghausen-Nord    |
| Gemeinschaftsgrundschule Gebhardtstraße                             | Vohwinkel-Mitte        |
| Gemeinschaftsgrundschule Germanenstraße                             | Wichlinghausen-Nord    |
| Gemeinschaftsgrundschule Haarhausen                                 | Nächstebreck-West      |
| Gemeinschaftsgrundschule Hainstraße                                 | Nevigeser Straße       |
| Gemeinschaftsgrundschule Hammesberger Weg                           | Hammesberg             |
| Gemeinschaftsgrundschule Haselrain                                  | Nächstebreck-West      |
| Gemeinschaftsgrundschule Hesselnberg                                | Hesselnberg            |
| Katholische Grundschule Hombüchel                                   | Nordstadt              |
| Gemeinschaftsgrundschule In der Fleute                              | Fleute                 |
| Gemeinschaftsgrundschule Königshöher Weg                            | Arrenberg              |
| Gemeinschaftsgrundschule Kratzkopfstraße                            | Blombach-Lohsiepen     |
| Gemeinschaftsgrundschule Kruppstraße                                | Nevigeser Straße       |
| Gemeinschaftsgrundschule Küllenhahner Straße                        | Küllenhahn             |
| Gemeinschaftsgrundschule Uellendahl                                 | Uellendahl-Ost         |
| Katholische Grundschule Kyffhäuser Straße                           | Nützenberg             |
| Katholische Grundschule Leipziger Straße (Sankt-Michael-Schule)     | Uellendahl-West        |
| Gemeinschaftsgrundschule Liegnitzer Straße                          | Wichlinghausen-Süd     |
| Gemeinschaftsgrundschule Marienstraße                               | Nordstadt              |
| Gemeinschaftsgrundschule Markomannenstraße                          | Nordstadt              |
| Gemeinschaftsgrundschule Marper Schulweg                            | Lichtenplatz           |
| Gemeinschaftsgrundschule Matthäusstraße                             | Wichlinghausen-Süd     |
| Gemeinschaftsgrundschule Mercklinghausstraße                        | Hilgershöhe            |
| Gemeinschaftsgrundschule Meyerstraße                                | Heckinghausen          |
| Gemeinschaftsgrundschule Nathrather Straße                          | Tesche                 |
| Gemeinschaftsgrundschule Nützenberger Straße                        | Nützenberg             |
| Evangelische Grundschule Nützenberger Straße                        | Nützenberg             |
| Gemeinschaftsgrundschule Opphofer Straße                            | Ostersbaum             |
| Gemeinschaftsgrundschule Peterstraße                                | Kothen                 |
| Gemeinschaftsgrundschule Radenberg                                  | Schöller-Dornap        |
| Gemeinschaftsgrundschule Reichsgrafenstraße                         | Südstadt               |
| Katholische Grundschule Reichsgrafenstraße (Angelo-Roncalli-Schule) | Friedrichsberg         |
| Gemeinschaftsgrundschule Rottsieper Höhe                            | Cronenberg             |
| Gemeinschaftsgrundschule Rudolfstraße                               | Loh                    |
| Katholische Grundschule Corneliusschule                             | Westring               |
| Gemeinschaftsgrundschule Schützenstraße                             | Sedansberg             |
| Gemeinschaftsgrundschule Beyenburg                                  | Beyenburg-Mitte        |
| Gemeinschaftsgrundschule Sillerstraße                               | Varresbeck             |
| Gemeinschaftsgrundschule Thorner Straße                             | Rott                   |
| Katholische Grundschule Wichlinghauser Straße                       | Oberbarmen-Schwarzbach |
| Katholische Grundschule Windthorststraße                            | Langerfeld-Mitte       |
| Gemeinschaftsgrundschule Wittener Straße                            | Nächstebreck-Ost       |
| Gemeinschaftsgrundschule Yorckstraße                                | Vohwinkel-Mitte        |
| Katholische Grundschule Zur Schafbrücke                             | Friedrich-Engels-Allee |

| Name                                                                 | Wohnquartier           |
| -------------------------------------------------------------------- | ---------------------- |
| Katholische Hauptschule Wuppertal-West (Sankt Laurentius-Schule)     | Elberfeld-Mitte        |
| Katholische Hauptschule Carnaper Straße (Bernhard-Letterhaus-Schule) | Rott                   |
| Hauptschule Langerfeld                                               | Langerfeld-Mitte       |
| Hauptschule Barmen-Südwest                                           | Kothen                 |
| Hauptschule Elberfeld-Mitte                                          | Nordstadt              |
| Hauptschule Oberbarmen                                               | Oberbarmen-Schwarzbach |
| Hauptschule Wichlinghausen                                           | Wichlinghausen-Süd     |

| Name                                            | Wohnquartier           |
| ----------------------------------------------- | ---------------------- |
| Realschule Vohwinkel                            | Vohwinkel-Mitte        |
| Hermann-von-Helmholtz-Realschule                | Nordstadt              |
| Realschule Hohenstein                           | Rott                   |
| Friedrich-Bayer-Realschule im Schulzentrum Süd  | Küllenhahn             |
| Realschule Leimbacher Straße                    | Sedansberg             |
| Max-Planck-Realschule im Schulzentrum Ost       | Oberbarmen-Schwarzbach |
| Realschule Neue Friedrichstraße                 | Nordstadt              |
| Abendrealschule Weiterbildungskolleg Hohenstein | Barmen-Mitte           |

| Name                                                                  | Wohnquartier           |
| --------------------------------------------------------------------- | ---------------------- |
| Gymnasium Bayreuther Straße                                           | Brill                  |
| Wilhelm-Dörpfeld-Gymnasium                                            | Elberfeld-Mitte        |
| Carl-Fuhlrott-Gymnasium im Schulzentrum Süd                           | Küllenhahn             |
| Carl-Duisberg-Gymnasium im Schulzentrum Ost                           | Oberbarmen-Schwarzbach |
| Gymnasium Vohwinkel im Schulzentrum West                              | Westring               |
| Gymnasium Am Kothen                                                   | Kothen                 |
| Gymnasium Sedanstraße                                                 | Sedansberg             |
| Ganztagsgymnasium Johannes Rau                                        | Kothen                 |
| Bergisches Kolleg Wuppertal – Bildungsgänge Kolleg und Abendgymnasium | Grifflenberg           |
| Erzbischöfliches Gymnasium St. Anna                                   | Nordstadt              |

| Name                                                   | Wohnquartier           |
| ------------------------------------------------------ | ---------------------- |
| Erich-Fried-Gesamtschule Ronsdorf                      | Blutfinke              |
| Else-Lasker-Schüler-Gesamtschule Elberfeld             | Ostersbaum             |
| Gesamtschule Uellendahl-Katernberg, Elberfeld          | Uellendahl-Katernberg  |
| Pina-Bausch-Gesamtschule (ehm. Gesamtschule Vohwinkel) | Schrödersbusch         |
| Gesamtschule Langerfeld                                | Hilgershöhe            |
| Gesamtschule Barmen                                    | Friedrich-Engels-Allee |

| Name                                              | Wohnquartier           |
| ------------------------------------------------- | ---------------------- |
| Erzbischöfliche Tagesschule Dönberg               | Dönberg                |
| Rudolf-Steiner-Schule Wuppertal (Waldorfschule)   | Kothen                 |
| Christian-Morgenstern-Schule Wuppertal            | Friedrich-Engels-Allee |
| Griechisches Gymnasium                            | Hesselnberg            |
| Griechische Grundschule                           | Sedanstraße            |
| Griechisches Lyzeum                               | Hesselnberg            |
| Herder-Schule Wuppertal                           | Nordstadt              |
| Eltern-Trägerverein Wuppertaler Privatschule e.V. | Heidt                  |
| Realschule Boltenheide                            | Vohwinkel              |

## Berufsbildende Einrichtungen
| Name                                                         | Wohnquartier           |
| ------------------------------------------------------------ | ---------------------- |
| Berufskolleg Werther Brücke                                  | Barmen-Mitte           |
| Berufskolleg Elberfeld                                       | Elberfeld-Mitte        |
| Berufskolleg am Haspel                                       | Friedrich-Engels-Allee |
| Berufskolleg Kohlstraße                                      | Uellendahl-West        |
| Berufskolleg am Kothen                                       | Kothen                 |
| Berufskolleg Barmen                                          | Oberbarmen-Schwarzbach |
| Ita Wegman Berufskolleg – Bildungszentrum für soziale Berufe | Beyenburg-Mitte        |
| Bergisches Studieninstitut für Kommunale Verwaltung          | Nordstadt              |
| Evangelische Fachschule für Sozialpädagogik                  | Ostersbaum             |
| Evangelistenschule Johanneum                                 | Sedansberg             |
| Predigerseminar                                              | Südstadt               |
| REGIO-Berufskolleg Wuppertal                                 | Elberfeld-Mitte        |
| Technische Akademie Bergisch Land                            | Schrödersbusch         |
| Troxler-Haus Sozialtherapeutische Werkstätten                | Loh                    |

## Förderschulen
| Name                                               | Wohnquartier       |
| -------------------------------------------------- | ------------------ |
| Förderschule Brucher Straße (Ulle-Hees-Schule)     | Vohwinkel-Mitte    |
| Förderschule Eichenstraße (Eugen-Langen-Schule)    | Rott               |
| Förderschule Hufschmiedstraße                      | Nordstadt          |
| Förderschule Kyffhäuser Straße (Anne-Frank-Schule) | Nützenberg         |
| Förderschule Lentzestraße                          | Wichlinghausen-Süd |

| Name                                                                   | Wohnquartier           |
| ---------------------------------------------------------------------- | ---------------------- |
| Johannes-Rau-Schule                                                    | Wichlinghausen-Nord    |
| Förderschule Schusterstraße (Peter-Härtling-Schule)                    | Nordstadt              |
| Freie Waldorfschule für Erziehungshilfe (Christian-Morgenstern-Schule) | Friedrich-Engels-Allee |

| Name                                               | Wohnquartier |
| -------------------------------------------------- | ------------ |
| Förderschule Tescher Straße (Schule An der Tesche) | Tesche       |

| Name                                                | Wohnquartier |
| --------------------------------------------------- | ------------ |
| Förderschule Melanchthonstraße (Schule am Nordpark) | Sedansberg   |
| Troxler-Schule Wuppertal e.V.                       | Loh          |

| Name                                                        | Wohnquartier |
| ----------------------------------------------------------- | ------------ |
| Förderschule Melanchthonstraße (LVR-Förderschule Wuppertal) | Sedansberg   |

| Name                 | Wohnquartier |
| -------------------- | ------------ |
| Wolf-Erlbruch-Schule | Südstadt     |

## Ehemalige Schulen
| Name                                                                               | Schultyp                                      | Wohnquartier        | Bemerkung |
| ---------------------------------------------------------------------------------- | --------------------------------------------- | ------------------- | --- |
| Hauptschule Katernberg                                                             | Hauptschule                                   | Nevigeser Straße    | Nach Modernisierung der Gebäude jetzt Gesamtschule Uellendahl-Katernberg                                                                                   |
| Gemeinschaftshauptschule Uellendahl                                                | Hauptschule                                   | Uellendahl-Ost      | Ab 2018 keine Neuaufnahmen mehr, 2019 geschlossen, der Standort wird allerdings durch andere Schulen weiterhin genutzt                                     |
| Förderschule Roseggerstraße (Schule an der Kleestraße)                             | Förderschule mit dem Förderschwerpunkt Lernen | Heckinghausen       | 2015 geschlossen und abgerissen, danach Neubau eines städtischen Kindergartens                                                                             |
| Hauptschule Vohwinkel im Schulzentrum West                                         | Hauptschule                                   | Westring            | Geschlossen |
| Hauptschule Cronenberg                                                             | Hauptschule                                   | Cronenberg-Mitte    | 2012 geschlossen |
| Hauptschule Barmen-Rott                                                            | Hauptschule                                   | Rott                | 2011 geschlossen |
| Katholische Grundschule Holthauser Straße/Katholische Grundschule Franziskusschule | Grundschule                                   | Ronsdorf-Mitte/Nord | Ab 2005 Umzug auf das Gelände der Städtischen Grundschule Engelbert-Wüster-Weg, 2008 Umbenennung in Franziskusschule, 2009 endgültige Aufhebung der Schule |
| Gemeinschaftsgrundschule Kohlstraße                                                | Grundschule                                   |                     | 2006 geschlossen |
| Gemeinschaftsgrundschule Meininger Straße                                          | Grundschule                                   | Hilgershöhe         | 2007 geschlossen bzw. nach Errichtung eines Neubaus zusammengelegt mit der Gemeinschaftsgrundschule Mercklinghausstraße                                    |
| Gemeinschaftsgrundschule Wilkhausstraße                                            | Grundschule                                   | Hatzfeld            | 2006 geschlossen, das Gebäude wurde 2014 abgerissen, danach Neubau eines städtischen Kindergartens                                                         |
| Grundschule Cronenberger Straße                                                    | Grundschule                                   |                     | |
| Grundschule Kohlstraße                                                             | Grundschule                                   | Uellendahl          | 2006 geschlossen |
| Schule Wulfeshohl                                                                  | Grundschule                                   | Ehrenberg           | Geschlossen, das Gebäude wurde 2016 abgerissen und das Gelände wurde mit Wohnhäusern bebaut                                                                |